# The White Buffalo

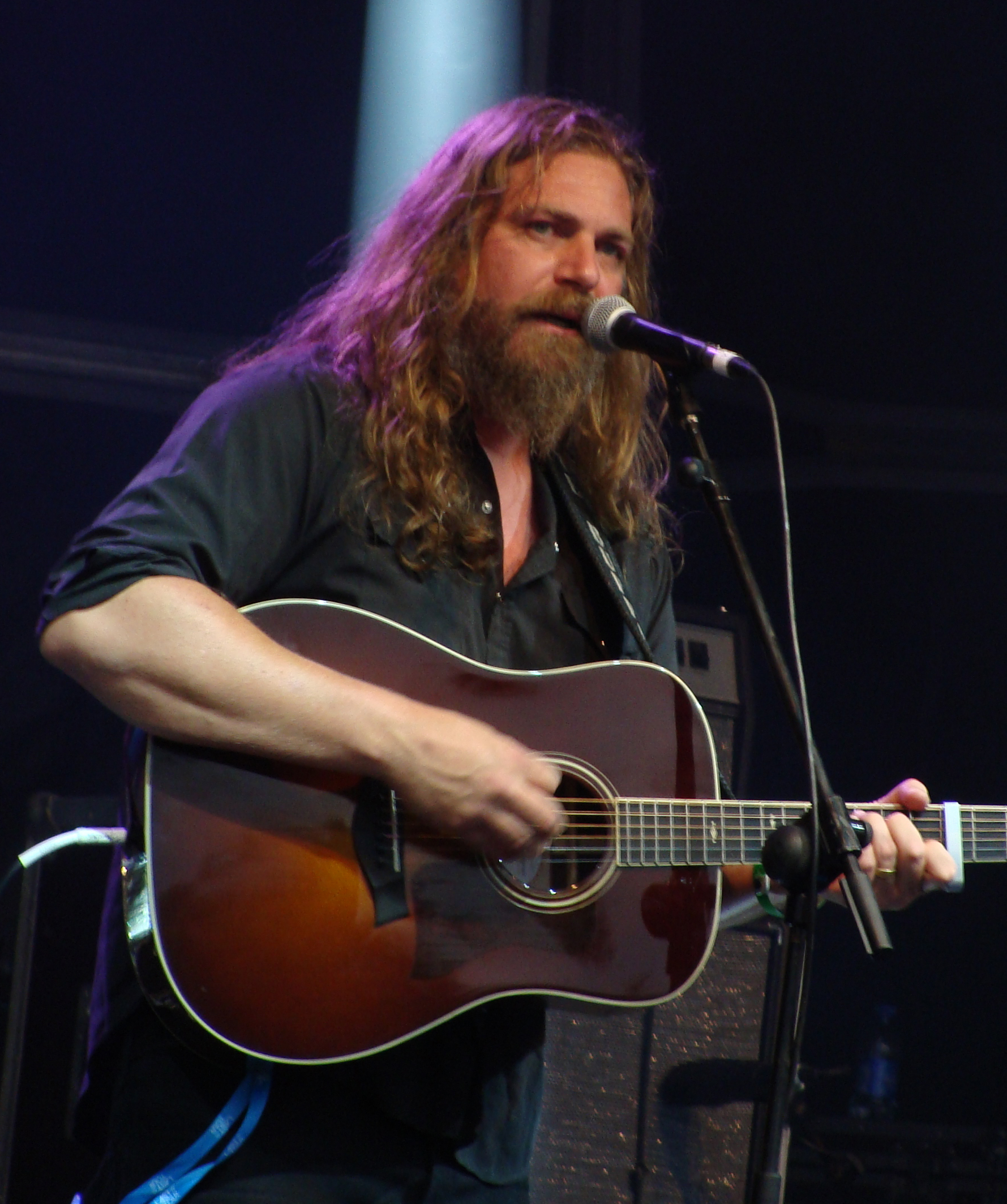
Jake Smith (2015)

The White Buffalo ist der Künstlername des US-amerikanischen Countryfolkmusikers Jacob Aaron Smith (* 1974 in Eugene, Oregon).

## Biografie
Aufgewachsen ist Jake Smith in Huntington Beach in Südkalifornien und erst im Erwachsenenalter in seiner Collegezeit kam er zur Musik. Seinen Künstlernamen The White Buffalo wählte er nach einem zufälligen Vorschlag. 2002 stellte er sein erstes Album mit dem Titel Hogtied Like a Rodeo fertig. Für die zweite Veröffentlichung konnte er dann schon Koool G Murder von den Eels als Produzenten gewinnen. Die The White Buffalo EP mit sechs Titeln erschien 2005. In den folgenden Jahren wuchs seine Bekanntheit unter anderem durch Auftritte mit der Band Gomez, Ziggy Marley und Donavon Frankenreiter. Dessen Profisurferkollege Chris Malloy verhalf seinem Lied Wrong durch Verwendung in einem Surferfilm zu größerer Verbreitung. Auch in Japan und Australien machte sich The White Buffalo einen Namen.
Den Durchbruch brachte dann 2010 die EP Prepare for Black & Blue sowie die Verwendung einer ganzen Reihe seiner Songs in den Fernsehserien Sons of Anarchy und Californication und in mehreren Filmen. Eine Version des Klassikers House of the Rising Sun von ihm mit der Serienband Forest Rangers ist auf dem Soundtrack Songs of Anarchy zu finden. Smith schloss einen Plattenvertrag mit dem Label Unison ab. Die EP The Lost and Found 2011 und im Jahr darauf das erste richtige Labelalbum Once Upon a Time in the West waren zumindest Achtungserfolge und kamen in die US-Heatseekers-Charts. Während die Lieder auf diesem Album sich musikalisch und thematisch mit der US-amerikanischen Vergangenheit befassen, widmete sich Jake Smith bei seinem nächsten Album dem Schicksal der Irakkriegsveteranen. Shadows, Greys & Evil Ways erschien 2013 und brachte ihm eine Platzierung in den offiziellen Albumverkaufscharts.
Zum Abschluss der Serie Sons of Anarchy sang The White Buffalo erneut zusammen mit den Forest Rangers als Abgesang das Lied Come Join the Murder. Der Text dazu stammt von Serieninitiator und -produzent Kurt Sutter. Nach der Ausstrahlung der letzten Folge am 9. Dezember 2014 wurde das knapp 7½ Minuten lange Stück stark nachgefragt und über 40.000 Mal als Download verkauft. Damit schaffte es das Lied auch auf Platz 93 der Singlecharts und in die Top Ten der Rockcharts.
Für das 2017 erscheinende Spiel Halo Wars 2 von 343 Industries und den zugehörigen Trailer spielte The White Buffalo den eigens dafür komponierten Song „I know you“ ein.
In Deutschland wurde er der breiten Öffentlichkeit bekannt durch seinen Auftritt in der ARD-Late Night Sendung Inas Nacht vom 2. Juni 2018, für die er laut Aussage der Gastgeberin in der Sendung extra aus Kalifornien einflog.

## Diskografie
Alben
- Hogtied Like a Rodeo (2002)
- The White Buffalo (EP, 2005)
- Hogtied Revisited (2008)
- Prepare for Black & Blue (EP, 2010)
- The Lost and Found (EP, 2011)
- Once Upon a Time in the West (2012)
- Shadows, Greys & Evil Ways (2013)
- Love and the Death of Damnation (2015)
- Darkest Darks, Lightest Lights (2017)
- On the Widow’s Walk (2020)
- Year of the Dark Horse (2022)

Lieder
- House of the Rising Sun (The White Buffalo & the Forest Rangers, 2011)
- Come Join the Murder (The White Buffalo & the Forest Rangers, 2014)